# Bundesautobahn 565
Die Bundesautobahn 565 (Abkürzung: BAB 565) – Kurzform: Autobahn 565 (Abkürzung: A 565) – verbindet die Autobahnen 59 und 61 zwischen dem Autobahndreieck Bonn-Nordost und dem Autobahnkreuz Meckenheim. Dabei durchquert sie das Bonner Stadtgebiet von Nordost nach Südwest und ist damit eine der wichtigsten Verkehrsachsen sowohl für Pendler als auch im innerstädtischen Verkehr.
Zwischen der Anschlussstelle Bonn-Lengsdorf und dem Kreuz Bonn-Nord durchquert die A 565 das dicht besiedelte Stadtgebiet vierstreifig teilweise ohne Standstreifen im Trog bzw. mit einer Brücke. Dieser Abschnitt gehört mit über 100.000 Fahrzeugen pro Tag (in der Spitze über 8000 Fahrzeuge in der Stunde) zu den am dichtest befahrenen vierstreifigen Autobahnabschnitten Deutschlands und ist entsprechend stauanfällig.
Der als Bundesstraße 484 und B 56 umgesetzte Abschnitt zwischen den Anschlussstellen Lohmar und Sankt Augustin sowie die B 257 zwischen Grafschaft und Altenahr sollten ursprünglich auch als Autobahn ausgebaut werden.

## Verlauf

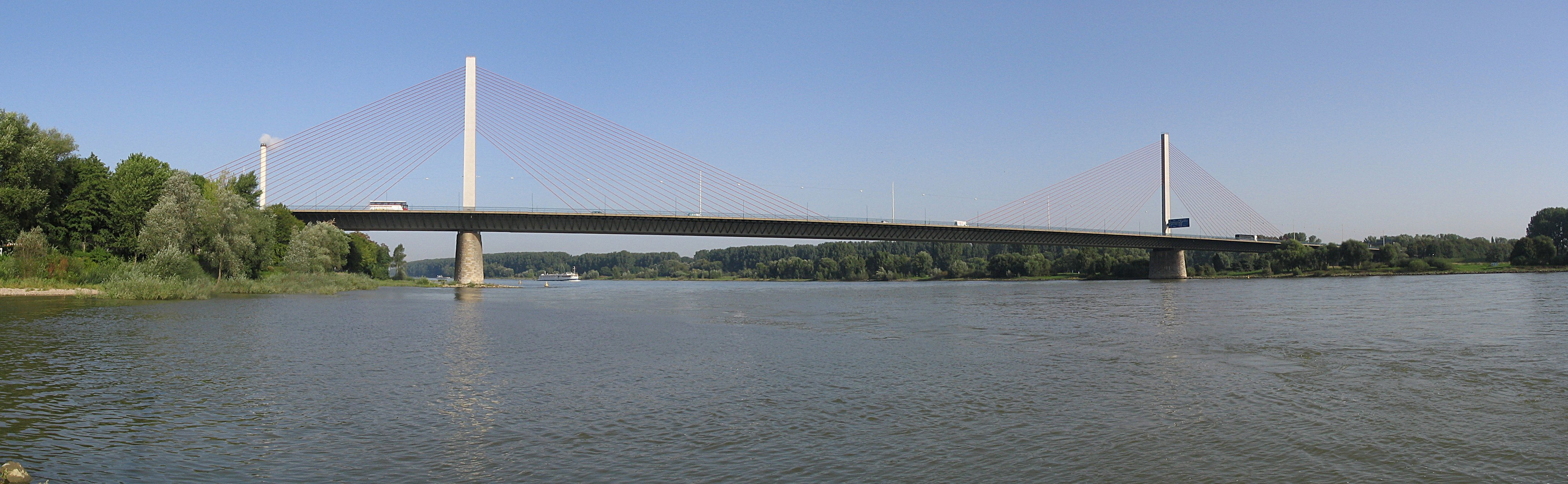
Friedrich-Ebert-Brücke

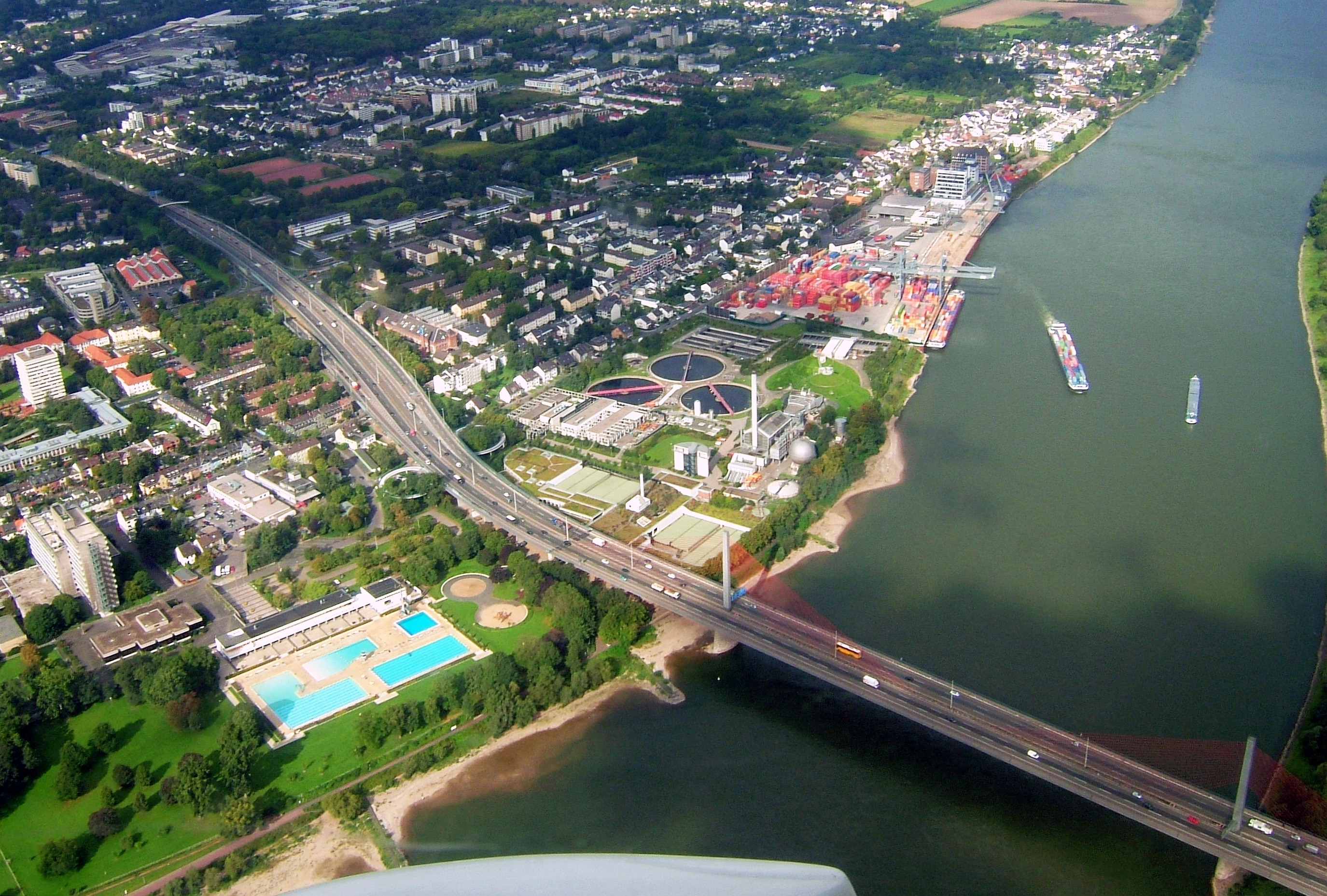
A565, Friedrich-Ebert-Brücke, Römerbad, Kläranlage Salierweg, Rheindorfer Hafen

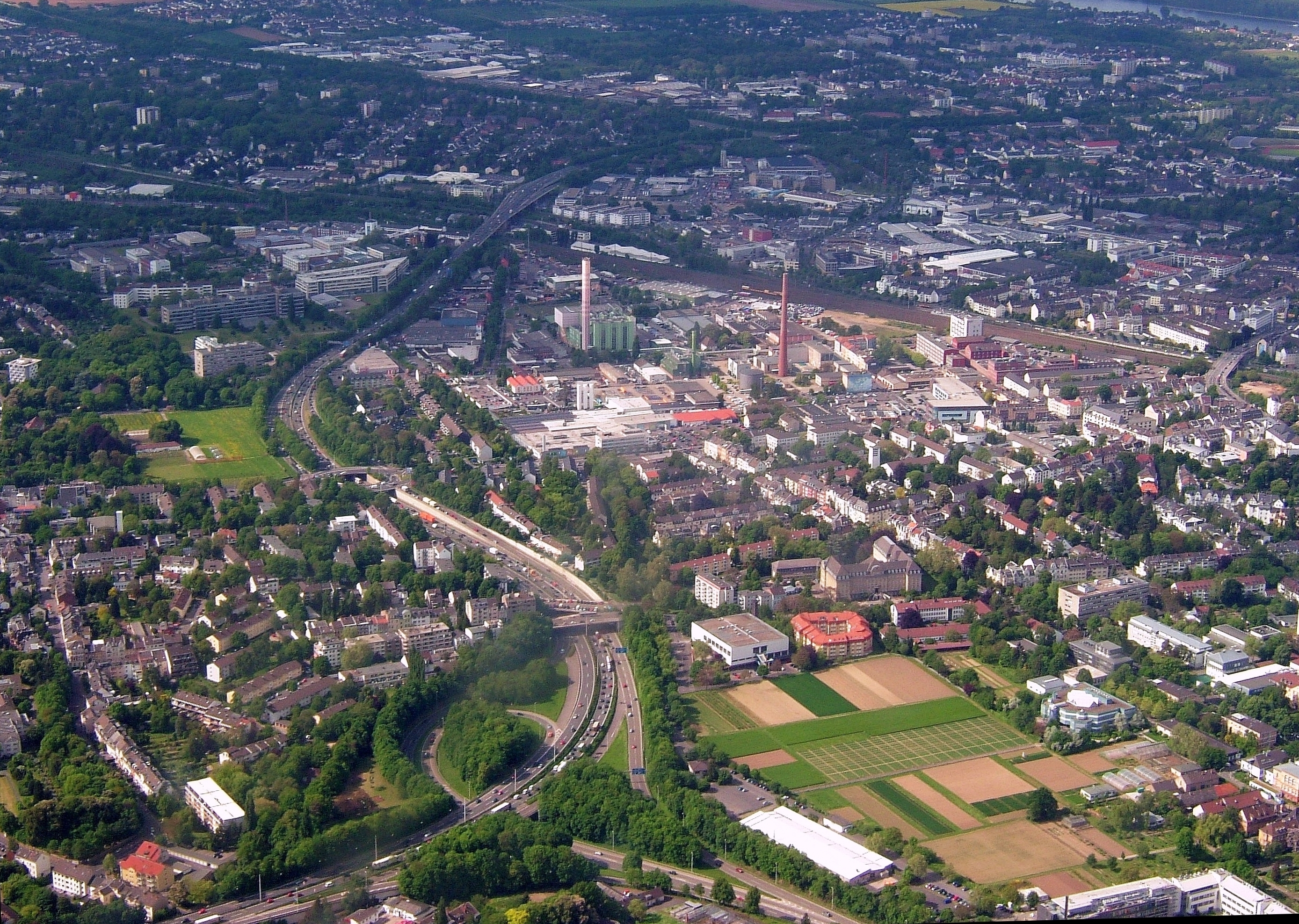
A565: BN-Endenich, Endenicher Ei, Brücke der Endenicher Allee, AS Poppelsdorf (Reuterstraße), MVA

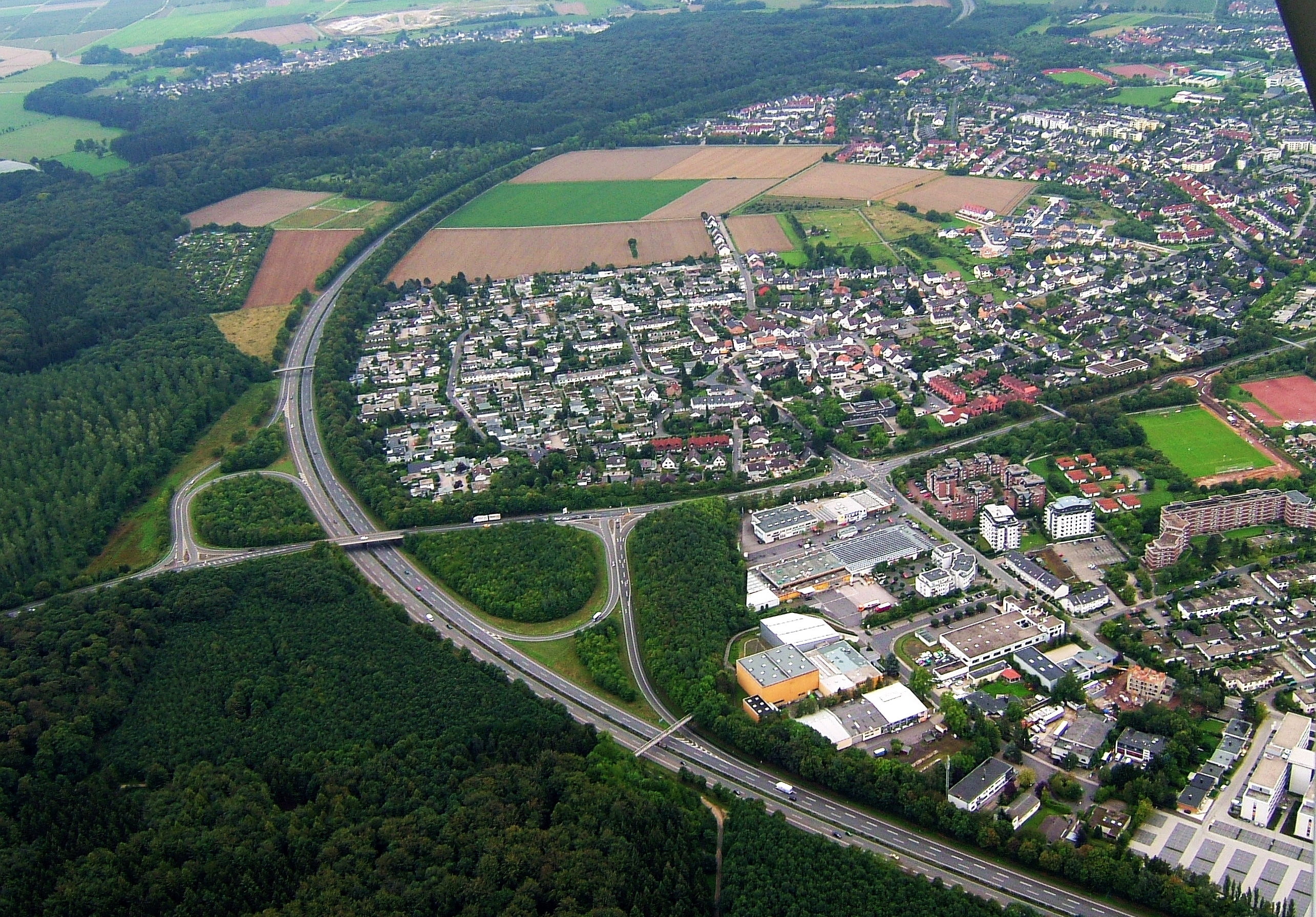
A 565 Anschlussstelle Merl (11), Gudenauer Allee, Fußgängerbrücken, Meckenheim-Merl

Die A 565 beginnt an der A 59 am Autobahndreieck Bonn-Nordost (bis 03/2009: Beuel-Ost) im Bonner Stadtbezirk Beuel und führt in westlicher Richtung vorbei am Stadtteil Geislar und der Anschlussstelle Bonn-Beuel (früher: Bonn-Beuel-Nord). Anschließend wird der Rhein auf der Friedrich-Ebert-Brücke („Nordbrücke“) überquert, deren Vorlandbrücken am Graurheindorfer Hafen entlangführen. Westlich des Rheins führt die Autobahn entlang der Bonner Fahnenfabrik in den Stadtbezirk Bonn über eine 660 m lange Hochstraße bis zur AS Bonn-Auerberg und weiter zum Kreuz Bonn-Nord mit Verbindung zur A 555 in Richtung Köln und zum Verteilerkreis, der das Gewerbezentrum der Nordstadt erschließt. Ab dort führt die Autobahn in südlicher Richtung mit der unmittelbar folgenden Anschlussstelle Bonn-Tannenbusch und erneut über eine 630 m langen Hochstraße, den sogenannten „Tausendfüßler“, durch die Industrie- und Gewerbeflächen der Weststadt bis zur AS Bonn-Endenich, an der das „Endenicher Ei“ mit der Bundesstraße 56 die Autobahn überführt. In der AS Bonn-Poppelsdorf führt die A 565 in einem Bogen in Richtung Südwesten in den Stadtbezirk Hardtberg.
Die Anschlussstellen Endenich und Poppelsdorf waren bei der Eröffnung eine Doppelanschlussstelle. Wegen vieler Unfälle wurde diese jedoch bereits einige Jahre später umgebaut. Alte Brückenbauwerke zeugen heute noch von der ehemaligen Funktion. Unbenutzbar wurde dabei die Auf- und Abfahrt vom Endenicher Ei von und zur A 565 aus Richtung Meckenheim zugunsten der Anschlussstelle Poppelsdorf, von der aus man weiterhin aus und in Richtung Beuel fahren kann. Der bis zur Reuterstraße verlaufende Teil des Astes Bonn-Poppelsdorf sowie die eigenständige Verbindung vom Endenicher Ei zur Reuterstraße wurde am 8. Oktober 2009 zu einer Kraftfahrstraße umbeschildert. Er ist jedoch weiterhin blau beschildert und als Bundesautobahn gewidmet.
Richtung Meckenheim folgen die Anschlussstellen Bonn-Lengsdorf, die anfangs das provisorische Ende der Strecke darstellte. Innerhalb eines Ohres der AS befand sich ein Wohnhaus, dessen Eigentümer nicht umsiedeln wollte. Nach seinem Tod ist das Haus im Frühjahr 2019 abgerissen worden. Geplant ist, dort eine größere Regenwassersammelstelle zu errichten. Die Autobahn trennt die Hainstraße (nördlich) von der Lengsdorfer Hauptstraße (südlich), welche früher als B 257 von der Kreuzung Euskirchener Str./Erich-Hoffmann-Str. von der alten B 56 (Euskirchener Straße) abzweigte und nach Meckenheim führte.
Es folgt die Anschlussstelle Bonn-Hardtberg, die zum Konrad-Adenauer-Damm, einer wichtigen Schnellstraße Hardtbergs, führt.
Die Autobahn verläuft weiter in südlicher Richtung zwischen den Stadtteilen Brüser Berg im Osten und Ückesdorf im Westen vorbei an Röttgen durch den zum Bonner Stadtgebiet gehörenden Kottenforst. Nach knapp 7 km folgt die Anschlussstelle Meckenheim-Nord, die sich noch auf dem Gebiet der Stadt Bonn befindet. Auch diese AS diente einst als provisorisches Ende. In einem Bogen führt die Autobahn vorbei am Meckenheimer Ortsteil Merl und der gleichnamigen Anschlussstelle, die ebenfalls teilweise auf Bonner Stadtgebiet am Rande des Kottenforstes liegt. Nahe dem ebenfalls zu Meckenheim gehörenden Stadtteil Altendorf befindet sich das Autobahnkreuz Meckenheim mit Verbindung zur A 61. Die A 565 führt noch rund 300 Meter weiter über die Grenze zu Rheinland-Pfalz bis zum Grafschafter Ortsteil Gelsdorf, wo sie in die Bundesstraße 257 mündet. Diese ist noch ein kurzes Stück mit Seitenstreifen und planfreien AS ausgebaut, bevor diese in eine normale Außerortsstraße mündet.

## Ausbauzustand
Die A 565 ist großteils vierstreifig ausgebaut. Zwischen dem Dreieck Bonn-Nordost und Bonn-Beuel ist die Autobahn sechsstreifig und im weiteren Verlauf bis Bonn-Auerberg sowie zwischen Bonn-Auerberg und dem Kreuz Bonn-Nord existieren ebenfalls 6 Fahrstreifen, wovon die äußeren beiden jedoch als überlange Beschleunigungs- und Verzögerungsspuren für die Anschlussstellen ausgelegt sind. Außerdem hat die A 565 in Richtung Meckenheim von Bonn-Lengsdorf bis hinter Bonn-Hardtberg drei Fahrstreifen („Kriechspur“ wegen der starken Steigung). Erst nach Eröffnung der Autobahn wurde ein Standstreifen hinzugefügt.
Einige der Anschlussstellen, besonders im dicht bebauten Stadtgebiet von Bonn sind nur als Halbanschlussstellen ausgelegt. An der Anschlussstelle Bonn-Tannenbusch besteht eine Auf- und Abfahrt in Richtung Süden. Der Verkehr in Richtung Norden wird über den Verteilerkreis und das Autobahnkreuz Bonn-Nord geleitet. Die Anschlussstelle Bonn-Endenich ist zwar voll ausgebaut, die Rampen in südlicher Richtung führen aber nicht auf die Autobahn, sondern auf den Autobahnzubringer Reuterstraße an der Anschlussstelle Bonn-Poppelsdorf. In diesem Bereich befinden sich Parallelfahrbahnen, die den Anschluss ermöglichen würden, aber ungenutzt sind. Der Bereich dieser beiden Knoten ist eine Kombination aus Doppelanschlussstelle und Autobahndreieck in Form einer Trompete. An der Anschlussstelle Meckenheim-Nord kann die Autobahn nur von und in Richtung Bonn genutzt werden.
Als Bauvorleistung gibt es eine Brücke zwischen Bonn-Hardtberg und Meckenheim-Nord, wo die A 565 einst an die geplante A 56 angeschlossen werden sollte. Das Kreuz hätte dann Kreuz Bonn-West geheißen.
Im Kreuz Meckenheim muss man auf den Abbiegestreifen wechseln, um dem weiteren Verlauf der A 565 zu folgen. Der Straßenverlauf führt auf die A 61 in Richtung Süden (TOTSO).
Im rechtsrheinischen Teil beträgt das Tempolimit 100 km/h. Zwischen Bonn-Auerberg und Bonn-Lengsdorf beträgt das Tempolimit weitgehend 80 km/h. Ab Bonn-Lengsdorf war bis zur Anschlussstelle Meckenheim-Merl 120 km/h erlaubt. Dieses Limit wurde 2007 auf 130 km/h angehoben, gleichzeitig aber bis zum Kreuz Meckenheim ausgeweitet. Im Bereich Meckenheim-Merl und vor dem Kreuz Meckenheim gilt 100 km/h.
Als Besonderheit ist auf der A 565 das Verkehrszeichen 142 StVO („Wildwechsel“) zu finden, obwohl es Wildzäune gibt.
Die Anschlussstelle Gelsdorf hat diesen Namen seit 2010. Vorher wurde sie mit „Grafschaft“ bezeichnet, was jedoch irreführend war, da „Grafschaft“ als Name einer Gemeinde keinen konkreten Ort benennt.

## Geschichte

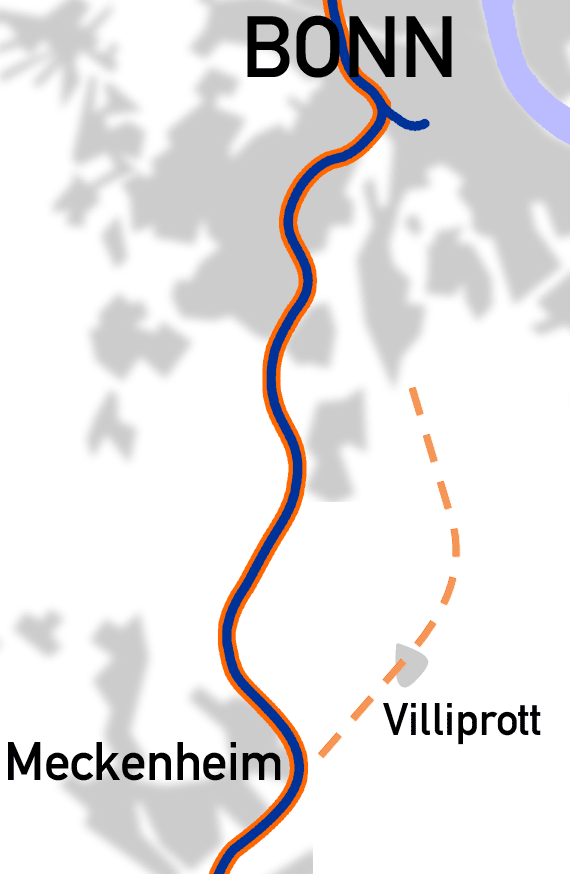
Früheres Teilstück eines Vorläufers der A 565 bei Wachtberg-Villiprott

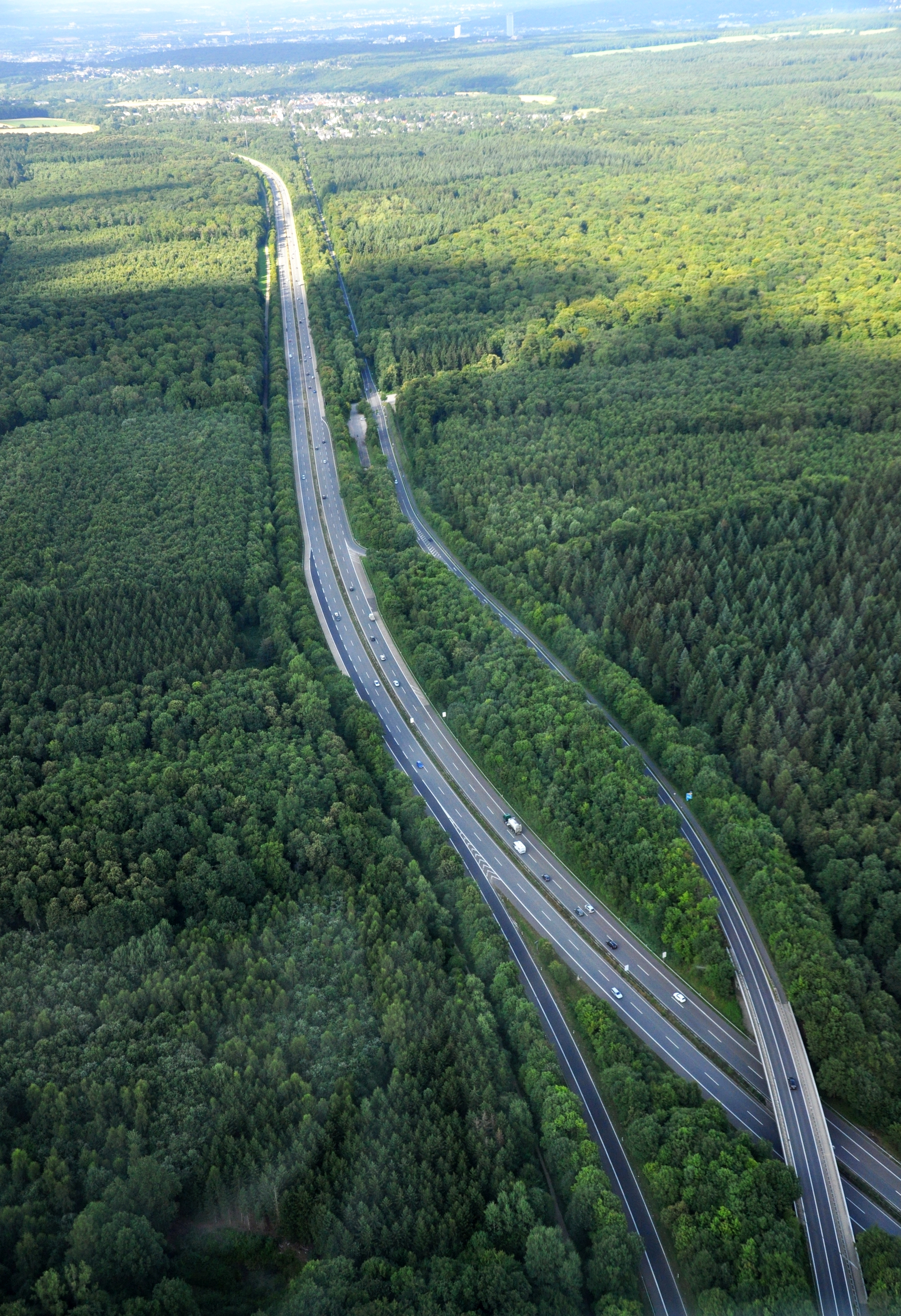
A565 – Bereich Meckenheim-Nord und parallele L261. Am oberen Bildrand Bonn-Röttgen

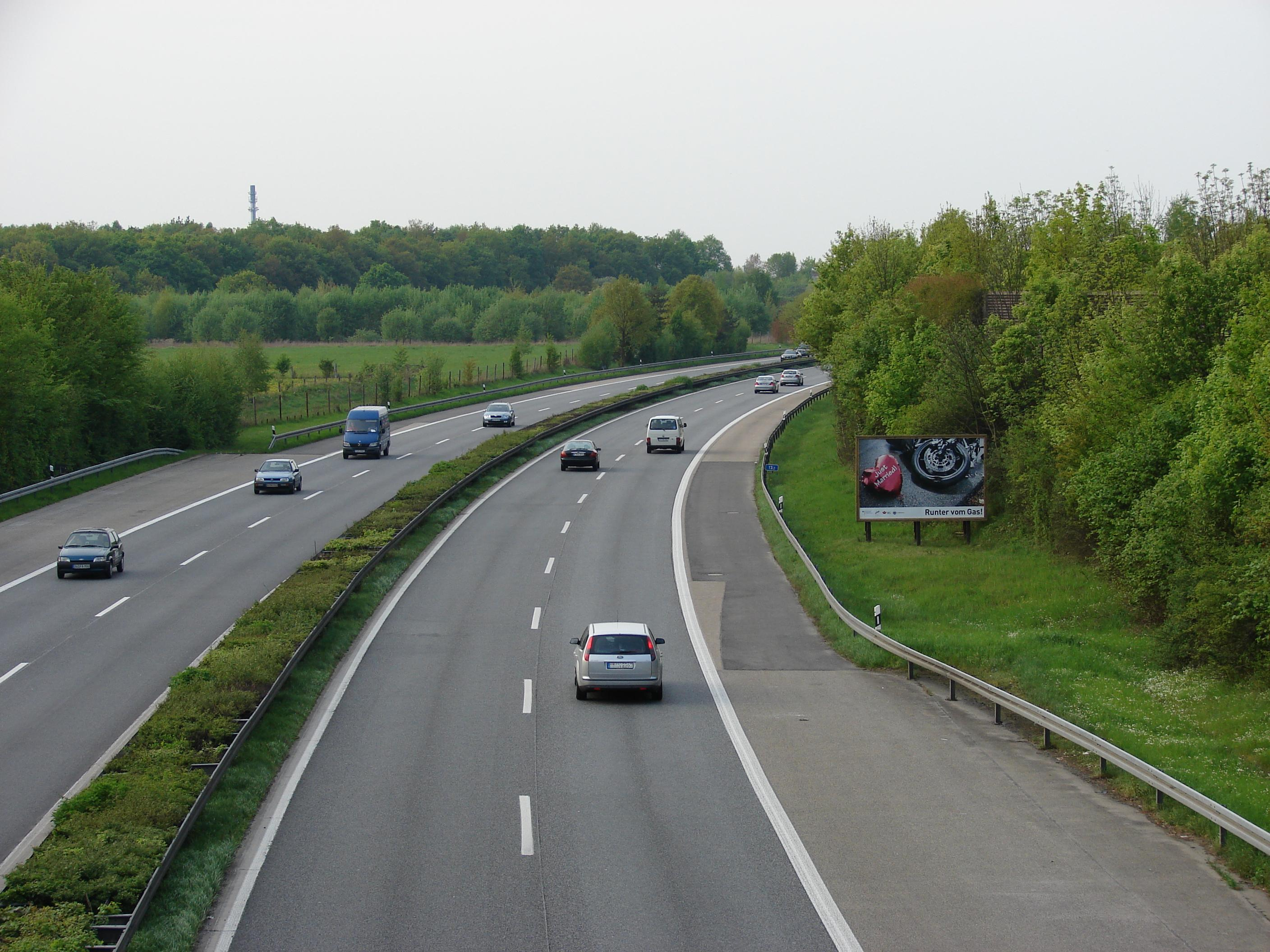
Bereich des einst geplanten Kreuzes Bonn-West

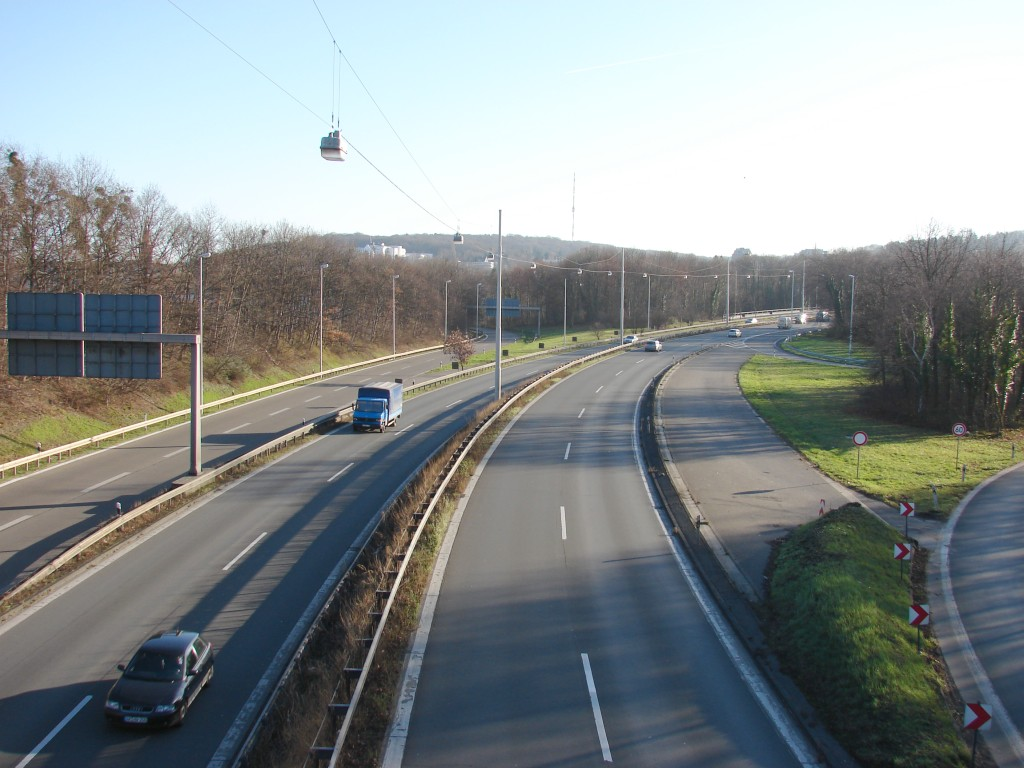
A 565 in Bonn: Anschlussstelle Bonn-Poppelsdorf; im rechten Bereich ist der ungenutzte Teil der ehemaligen Doppelanschlussstelle Endenich und Poppelsdorf zu erkennen

Der älteste Abschnitt der A 565 entstand 1959 als Kraftwagenstraße B 9, die als Abzweig von der Kraftwagenstraße nach Köln (in Höhe des heutigen Kreuz Bonn-Nord mit der heutigen A 555) über den Tausendfüßler nach Endenich führte und in Höhe des heutigen „Endenicher Ei“ provisorisch endete. In der zweiten Stufe wurde die damals noch als Bundesstraße EB 56 ohne Standstreifen ausgebaute Strecke in einem Trog zwischen Endenich und Poppelsdorf zur damaligen Stadtgrenze an der Ausfahrt Lengsdorf geführt. Dabei wurde die Anschlussstelle Poppelsdorf als trompetenförmiges Autobahndreieck mit einer weiteren Schnellstraße im Trog ausgeführt. Dieser Stutzen wurde provisorisch an die Reuterstraße angeschlossen, sollte aber später durch den sogenannten Reutertunnel an die damals geplante Stadtautobahn B 9n auf der tiefergelegten Bahntrasse angeschlossen werden. Mit Ausnahme der wegen Unfallgefahr stillgelegten südlichen Anschlüsse der AS Endenich, die höhengleich durch das Dreieck Poppelsdorf führten, befindet sich dieser Abschnitt noch im damaligen Ausbauzustand.
Die nächste Verlängerung erfolgte 1967 im Zuge der „Nordtangente“: Die B 56n wurde vom Kreuz Bonn-Nord über die neue Rheinbrücke bis zum Dreieck Beuel verlängert, wo sie an die im Bau befindliche „Flughafenautobahn“ A 170 (heute A 59) angeschlossen wurde.
Mit der Verkehrsfreigabe des Hardtbergaufstiegs von Lengsdorf und der Weiterführung durch den Kottenforst bis zur heutigen Anschlussstelle Meckenheim-Nord wurde die B 9n/B 56n/B 257n 1971 zur Autobahn A 221 aufgestuft. Die Anschlussstelle Hardtberg wurde jedoch erst nach Eröffnung der Autobahn fertiggestellt. 1973 folgte zunächst der Abschnitt von Gelsdorf bis zum Autobahnkreuz Meckenheim und 1975 der Lückenschluss zwischen Kreuz Meckenheim und Meckenheim-Nord.
Die heutige Bezeichnung A 565 trägt die Autobahn seit 1974. Zeitgleich wurde auch an den Stellen, an denen es möglich war, ein Standstreifen angebaut. Trotzdem ist der Ausbaustandard noch nicht durchgehend auf heutigem Autobahn-Niveau.
Am 28. November 2005 wurde auf zwei Kilometern zwischen dem damals so genannten Autobahndreieck Bonn-Beuel (heute Bonn-Nordost) und der Friedrich-Ebert-Brücke ein erster Ausbauabschnitt freigegeben, bei dem der ehemalige Standstreifen nun ein dritter Fahrstreifen ist. Dazu mussten umfangreiche Hangsicherungen und Unterbauverstärkungen vorgenommen werden. Der bituminöse Oberbau wurde komplett erneuert und die Beschilderung von Einzelschildern am Rand auf Schilderbrücken umgestellt.
Bereits vor dem Zweiten Weltkrieg wurde zwischen Bonn-Ippendorf und Meckenheim für ein Teilstück der Autobahn Bonn–Trier mit dem Erdaushub begonnen. Anders als heute sollte die Strecke der Autobahn Köln–Bonn–Trier jedoch an Meckenheim vorbei südlich von Rheinbach Richtung Todenfeld und Tondorf bei Bad Münstereifel führen. In der WDR-Dokumentation Wie die Autobahn ins Rheinland kam beschreibt Zeitzeuge Josef Schmitz aus Villiprott die Rodungsarbeiten für die Autobahn sowie die Errichtung einer Autobahnraststätte in Villiprott nach Vorbild einer bereits existierenden Raststätte bei Siegburg. Der Autobahnbau bei Villiprott wurde bei Kriegsbeginn jedoch gestoppt und später nie wieder aufgenommen. Eine US-Militärkarte von 1951 verzeichnet die Rodung als „proposed Autobahn“. Auch eine Michelin-Karte von 1952 zeigt den Verlauf. In Luftbildern ist die geschwungene Kurve im Kottenforst 500 m nordwestlich von Wachtberg-Pech mit schnurgerader Fortsetzung nach Norden Richtung Ippendorf sowie südwestwärts zum heutigen Verlauf der A 565 bei Meckenheim heute noch klar erkennbar. Am südlichen Ippendorfer Stadtrand erinnern noch ein Parkplatz sowie eine Waldschneise an die Bauarbeiten.

## Ausbaupläne
Ein vollständiger sechsstreifiger Ausbau des hochbelasteten Abschnitts in Bonn wurde lange Zeit zugunsten der Planungen für die Südtangente zurückgestellt. Da dieses Projekt voraussichtlich in den nächsten Jahrzehnten nicht verwirklicht wird, wurde Ende Dezember 2005 ein Ausbau der A 565 erneut von Lokalpolitikern beider großen Parteien in die Diskussion gebracht. Für den sechsstreifigen Ausbau des Abschnitts zwischen der Anschlussstelle Endenich und dem Kreuz Bonn-Nord ließ die Stadt Bonn 2006 eine Machbarkeitsstudie erstellen, die zwei Ausbauvarianten für machbar hält:
1. Ersatz des derzeitigen Brückenbauwerks zwischen Poppelsdorf und Tannenbusch („Tausendfüßler“) durch eine neue, kürzere Brücke und erweiterte Dämme (Kosten etwa 121 Mio. €)
2. Tieferlegung der Autobahn in einen Trog (Kosten etwa 155 Mio. €)

Außerdem wird eine Kapazitätssteigerung des Kreuzes Bonn-Nord durch eine „Überflieger“-Brücke von der A 555 aus Richtung Köln zur A 565 in Richtung Friedrich-Ebert-Brücke und einer zusätzlichen Abbiegemöglichkeit von der A 565 aus Richtung Poppelsdorf zum Potsdamer Platz vorgeschlagen. Allerdings wird ein Ausbau der Autobahn bis 2020 wegen der hohen Kosten derzeit nicht für realistisch gehalten, zumal er auch nicht im Bundesverkehrswegeplan enthalten ist.
Zur Verkehrsflussharmonisierung ist die Installation einer Verkehrsbeeinflussungsanlage zwischen dem Dreieck Bonn-Nordost und der Anschlussstelle Bonn-Hardtberg geplant, die sich zurzeit in Bau befindet. Zwischen Bonn-Poppelsdorf und Bonn-Lengsdorf ist sie schon fertig gestellt.
Für den Ausbau von vier auf sechs Spuren mit zusätzlichem Standstreifen plant Straßen.NRW auch, den bisher vom Institut für Nutzpflanzenwissenschaften und Ressourcenschutz der Universität Bonn (INRES) genutzten Lenné-Park zu einem Drittel zu nutzen; der Platzbedarf entsteht durch die Forderung des Gesetzgebers, auf der Autobahn entstehendes Schmutzwasser abzuführen und zu behandeln.